# Groupe des Batignolles
Pour les articles homonymes, voir Batignolles.

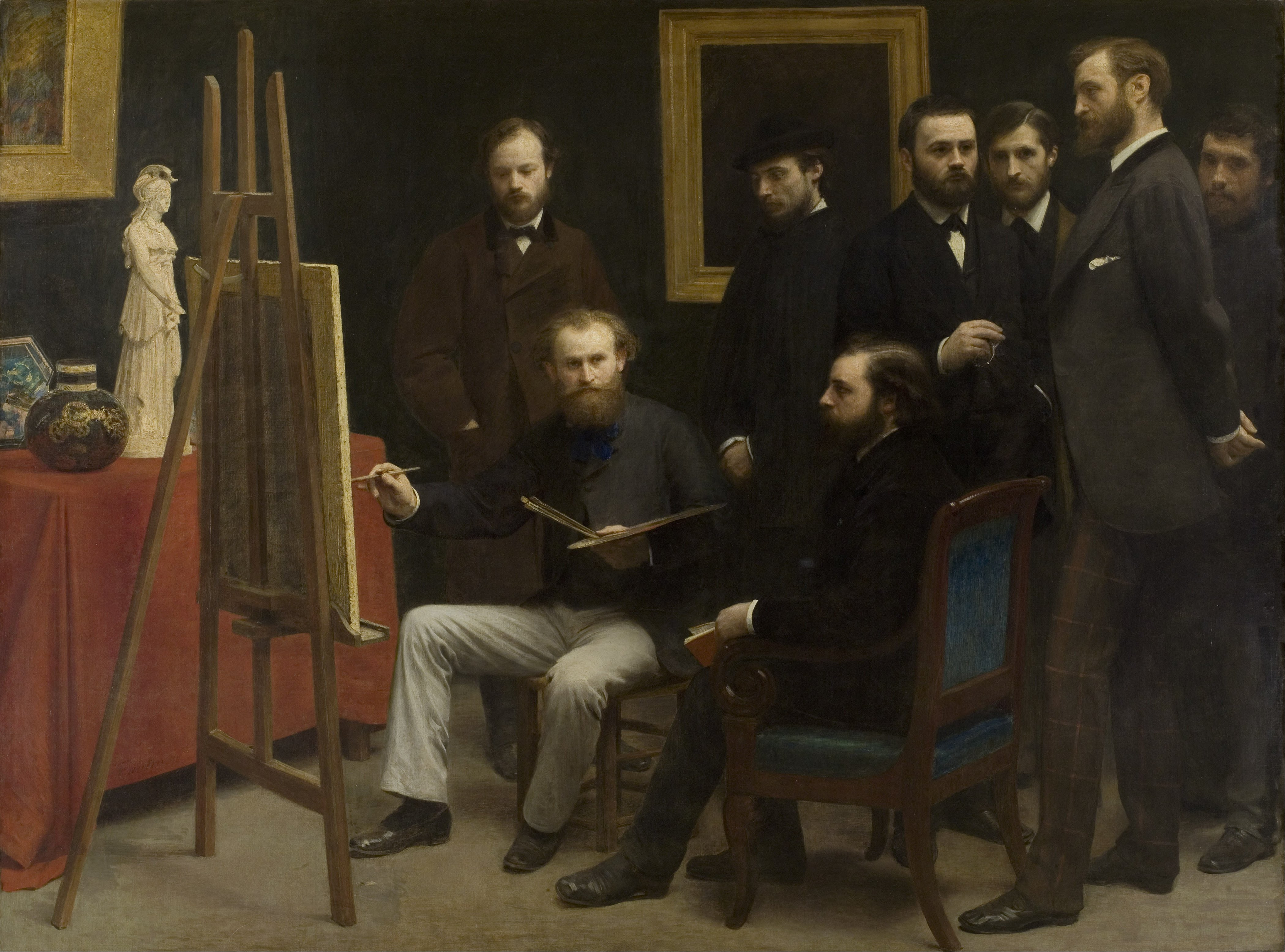
Un atelier aux Batignolles par Henri Fantin-Latour (1870), musée d'Orsay, Paris.

Le groupe des Batignolles est un groupe de jeunes peintres d'avant-garde de la fin du XIXe siècle rassemblés autour d'Édouard Manet. Le groupe porte son nom en référence au quartier des Batignolles, où ils avaient coutume de se rencontrer entre 1869 et 1875.

## Historique
Manet habitait boulevard des Batignolles et son atelier se trouvait dans la rue Guyot, aujourd'hui renommée rue Médéric. Autour de Manet se forme un groupe d'amis qui se retrouvent régulièrement dans les cafés du quartier, notamment le café Guerbois, disparu aujourd'hui mais dont une plaque marque l'emplacement au 11 avenue  de Clichy.
Au café Guerbois, les plus assidus sont Manet, Renoir, Monet, Sisley et Bazille qui avait lui aussi son atelier tout proche, rue La Condamine. Se joignent à eux suivant les circonstances Edmond Maître, Pissarro, Degas, Zola et le photographe Nadar. Ensemble, ils échangent des idées et des théories pour s'extraire de la peinture académique de l'époque. C'est de ces réunions que naît le mouvement appelé par la suite « impressionnisme ». Cette association devient officielle le 27 décembre 1873. Claude Monet publie le 17 janvier 1874 dans le no 3 de La Chronique des arts et de la curiosité  l'annonce de la fondation de la « Société anonyme des artistes peintres, sculpteurs et graveurs ». Le 15 avril suivant, la première exposition des peintres impressionnistes se tient dans l'ancien atelier de Nadar. Parmi les artistes des Batignolles, nombreux sont ceux qui vont ensuite s'affirmer comme des grands maîtres du mouvement impressionniste.